# Marokkó az 1972. évi nyári olimpiai játékokon
Marokkó az NSZK-beli Münchenben megrendezett 1972. évi nyári olimpiai játékok egyik részt vevő nemzete volt. Az országot az olimpián 5 sportágban 35 sportoló képviselte, akik érmet nem szereztek.

## Atlétika
Férfi
| Versenyző                                                 | Versenyszám     | Előfutam | Előfutam | Előfutam | Negyeddöntő | Negyeddöntő | Negyeddöntő | Elődöntő | Elődöntő | Elődöntő | Döntő   | Döntő    |
| Versenyző                                                 | Versenyszám     | Idő      | Hely.    | Össz.    | Idő         | Hely.       | Össz.       | Idő      | Hely.    | Össz.    | Idő     | Helyezés |
| --------------------------------------------------------- | --------------- | -------- | -------- | -------- | ----------- | ----------- | ----------- | -------- | -------- | -------- | ------- | -------- |
| Omar Chokhmane                                            | 200 m           | 21,29    | 4.       | 32.      | 21,00       | 6.          | 23.*        | kiesett  | kiesett  | kiesett  | kiesett | kiesett  |
| Omar Ghizlat                                              | 400 m           | 46,37    | 4.       | 20.      | 46,84       | 7.          | 26.         | kiesett  | kiesett  | kiesett  | kiesett | kiesett  |
| Mohamed Makdouf                                           | 1500 m          | 3:48,4   | 7.       | 51.      |             |             |             | kiesett  | kiesett  | kiesett  | kiesett | kiesett  |
| Omar Ghizlat Omar Chokhmane Salah Fettouh Mohamed Bouboud | 4 × 400 m váltó | 3:05,92  | 6.       | 13.      |             |             |             |          |          |          | kiesett | kiesett  |

| Versenyző          | Versenyszám | Selejtező | Selejtező | Döntő    | Döntő    |
| Versenyző          | Versenyszám | Eredmény  | Helyezés  | Eredmény | Helyezés |
| ------------------ | ----------- | --------- | --------- | -------- | -------- |
| Lahcen Samsam Akka | Súlylökés   | 19,36 m   | 12.       | 19,11 m  | 15.      |

Női
| Versenyző        | Versenyszám | Előfutam | Előfutam | Előfutam | Negyeddöntő | Negyeddöntő | Negyeddöntő | Elődöntő | Elődöntő | Elődöntő | Döntő   | Döntő    |
| Versenyző        | Versenyszám | Idő      | Hely.    | Össz.    | Idő         | Hely.       | Össz.       | Idő      | Hely.    | Össz.    | Idő     | Helyezés |
| ---------------- | ----------- | -------- | -------- | -------- | ----------- | ----------- | ----------- | -------- | -------- | -------- | ------- | -------- |
| Fatima El-Faquir | 100 m       | 12,56    | 7.       | 43.      | kiesett     | kiesett     | kiesett     | kiesett  | kiesett  | kiesett  | kiesett | kiesett  |
| Fatima El-Faquir | 200 m       | 25,27    | 7.       | 30.      | kiesett     | kiesett     | kiesett     | kiesett  | kiesett  | kiesett  | kiesett | kiesett  |
| Malika Hadky     | 800 m       | 2:12,46  | 7.       | 35.      |             |             |             | kiesett  | kiesett  | kiesett  | kiesett | kiesett  |

* - két másik versenyzővel azonos időt ért el

## Birkózás
Kötöttfogású
| Versenyző       | Versenyszám | 1. forduló                      | 2. forduló                     | 3. forduló                          | 4. forduló        | 5. forduló        | 6. forduló        | 7. forduló        | Döntő             | Helyezés    |
| Versenyző       | Versenyszám | Ellenfél Eredmény               | Ellenfél Eredmény              | Ellenfél Eredmény                   | Ellenfél Eredmény | Ellenfél Eredmény | Ellenfél Eredmény | Ellenfél Eredmény | Ellenfél Eredmény | Helyezés    |
| --------------- | ----------- | ------------------------------- | ------------------------------ | ----------------------------------- | ----------------- | ----------------- | ----------------- | ----------------- | ----------------- | ----------- |
| Mohamed Karmous | 52 kg       | Miroslav Zeman (TCH) · 3-1      | Petar Kirov (BUL) · kétvállas  | kiesett                             | kiesett           | kiesett           |                   |                   | kiesett           | helyezetlen |
| Ali Lachkar     | 57 kg       | Fawzi Salloum (SYR) · 2-2       | Wolfgang Radmacher (GDR) · 1-3 | Jan Neckář (TCH) · 3.5-0.5          | kiesett           | kiesett           | kiesett           | kiesett           | kiesett           | helyezetlen |
| Mohamed Bahamou | 68 kg       | Tanoue Takasi (JPN) · kétvállas | Ole Sorensen (CAN) · kétvállas | Sreten Damjanović (YUG) · kétvállas | kiesett           | kiesett           | kiesett           |                   | kiesett           | helyezetlen |

## Cselgáncs
| Versenyző         | Versenyszám | Csoport | Selejtező         | 1. forduló                      | 2. forduló               | 3. forduló                     | 4. forduló        | Vigaszág 1. forduló | Vigaszág 2. forduló      | Vigaszág 3. forduló | Elődöntő          | Döntő             | Helyezés |
| Versenyző         | Versenyszám | Csoport | Ellenfél Eredmény | Ellenfél Eredmény               | Ellenfél Eredmény        | Ellenfél Eredmény              | Ellenfél Eredmény | Ellenfél Eredmény   | Ellenfél Eredmény        | Ellenfél Eredmény   | Ellenfél Eredmény | Ellenfél Eredmény | Helyezés |
| ----------------- | ----------- | ------- | ----------------- | ------------------------------- | ------------------------ | ------------------------------ | ----------------- | ------------------- | ------------------------ | ------------------- | ----------------- | ----------------- | -------- |
| Moustafa Belhmira | Könnyűsúly  | A       |                   | Karl-Heinz Werner (GDR) · V     | kiesett                  | kiesett                        | kiesett           |                     |                          |                     |                   |                   | 19.      |
| Boubker Slimani   | Középsúly   | B       | erőnyerő          | Lutz Lischka (AUT) · V          | kiesett                  | kiesett                        | kiesett           |                     |                          |                     |                   |                   | 19.      |
| Tijini Ben Kassou | Nehézsúly   | B       |                   | Püreviin Dagvasüren (MGL) · GY  | Wim Ruska (NED) · V      |                                |                   |                     | Douglas Nelson (USA) · V | kiesett             | kiesett           | kiesett           | 7.       |
| Tijini Ben Kassou | Nyílt       | A       |                   | Juan Marin (PUR) · visszalépett | Matthew Folan (IRL) · GY | Jean-Claude Brondani (FRA) · V |                   |                     | Doug Rogers (CAN) · V    | kiesett             | kiesett           | kiesett           | 7.       |

## Labdarúgás
| Marokkói labdarúgócsapat-játékoskeret | Marokkói labdarúgócsapat-játékoskeret |
| --- | --- |
| - Abdel Ali Zahraoui - Ahmed Bel Korchi - Abdel Fattah Jafri - Abdellah Lamrani - Abdullah Tazi - Abdel Majid Hadry - Ahmed Faras - Ahmed Najah - Boujamaa Ben Khrief - Ghazouani Mouhoub | - Khalifa El-Bakhti - Larbi Ihardane - Mohamed El-Filali - Mohamed Merzaq - Mohamed Hazzaz - Mohamed Zouita - Mustapha El-Zaghrari - Moustafa Yaghcha - Allál Ben Kasszu* |

* - nem játszott csak nevezve volt

### Eredmények
Csoportkör
A csoport
| Csapat           | M | Gy | D | V | G+ | G– | Gk  | P |
| ---------------- | - | -- | - | - | -- | -- | --- | - |
| NSZK             | 3 | 3  | 0 | 0 | 13 | 0  | +13 | 6 |
| Marokkó          | 3 | 1  | 1 | 1 | 6  | 3  | +3  | 3 |
| Malajzia         | 3 | 1  | 0 | 2 | 3  | 9  | –6  | 2 |
| Egyesült Államok | 3 | 0  | 1 | 2 | 0  | 10 | –10 | 1 |

| 1972. augusztus 27. 12:00 |

| Marokkó (MAR) | 0–0         | Egyesült Államok |
| ------------- | ----------- | ---------------- |
|               | Jegyzőkönyv |                  |

| Rosenaustadion, Augsburg Nézőszám: 4 000 Játékvezető: Rudolf Glöckner (kelet-német) |

| 1972. augusztus 29. 12:00 |

| NSZK (FRG)                                        | 3–0               | Marokkó     |
| ------------------------------------------------- | ----------------- | ----------- |
| Nickel 30' (11-esből) 33' (11-esből) Hitzfeld 53' | (2–0) Jegyzőkönyv | Mouhoub 71′ |

| Passau Nézőszám: 16 000 Játékvezető: Doğan Babacan (török) |

| 1972. augusztus 31. 12:00 |

| Marokkó (MAR)                                             | 6–0               | Malajzia |
| --------------------------------------------------------- | ----------------- | -------- |
| Ben Khrief 16' Faras 19' 21' 25' El-Filali 56' Zouita 85' | (4–0) Jegyzőkönyv |          |

| Ingolstadt Nézőszám: 2 500 Játékvezető: Palotai Károly (magyar) |

Középdöntő
2. csoport
| Csapat        | M | Gy | D | V | G+ | G– | Gk  | P |
| ------------- | - | -- | - | - | -- | -- | --- | - |
| Lengyelország | 3 | 2  | 1 | 0 | 8  | 2  | +6  | 5 |
| Szovjetunió   | 3 | 2  | 0 | 1 | 8  | 2  | +6  | 4 |
| Dánia         | 3 | 1  | 1 | 1 | 4  | 6  | –2  | 3 |
| Marokkó       | 3 | 0  | 0 | 3 | 1  | 11 | –10 | 0 |

| 1972. szeptember 3. 12:00 |

| Szovjetunió (URS)                      | 3–0               | Marokkó |
| -------------------------------------- | ----------------- | ------- |
| Szemenov 1' Kolotov 15' Jeliszejev 69' | (2–0) Jegyzőkönyv |         |

| Olimpiai Stadion, München Nézőszám: 55 000 Játékvezető: Guillermo Velasquez (kolumbiai) |

| 1972. szeptember 5. 12:00 |

| Dánia (DEN)               | 3–1               | Marokkó    |
| ------------------------- | ----------------- | ---------- |
| Bak 55' 83' Printzlau 90' | (0–0) Jegyzőkönyv | Merzaq 89' |

| Passau Nézőszám: 3 100 Játékvezető: Werner Winsemann (kanadai) |

| 1972. szeptember 8. 12:00 |

| Lengyelország (POL)                                          | 5–0               | Marokkó |
| ------------------------------------------------------------ | ----------------- | ------- |
| Kmiecik 3' Lubański 10' Deyna 45' (11-esből) 63' Gadocha 53' | (3–0) Jegyzőkönyv |         |

| Nürnberg Nézőszám: 500 Játékvezető: Francesco Francescon (olasz) |

| Csapat        | Helyezés |
| ------------- | -------- |
| Marokkó (MAR) | 8.       |

## Ökölvívás
| Versenyző       | Versenyszám | Selejtező                  | 32-es főtábla         | Nyolcaddöntő      | Negyeddöntő       | Elődöntő          | Döntő             | Helyezés |
| Versenyző       | Versenyszám | Ellenfél Eredmény          | Ellenfél Eredmény     | Ellenfél Eredmény | Ellenfél Eredmény | Ellenfél Eredmény | Ellenfél Eredmény | Helyezés |
| --------------- | ----------- | -------------------------- | --------------------- | ----------------- | ----------------- | ----------------- | ----------------- | -------- |
| Ali Ouabbou     | Légsúly     | erőnyerő                   | Chris Ius (CAN) · 2-3 | kiesett           | kiesett           | kiesett           | kiesett           | 17.      |
| Lahcen Maghfour | Pehelysúly  | William Taylor (GBR) · 0-5 | kiesett               | kiesett           | kiesett           | kiesett           | kiesett           | 33.      |
| Mohamed Sourour | Könnyűsúly  | Orbán László (HUN) · 0-5   | kiesett               | kiesett           | kiesett           | kiesett           | kiesett           | 33.      |